# Motore anteriore

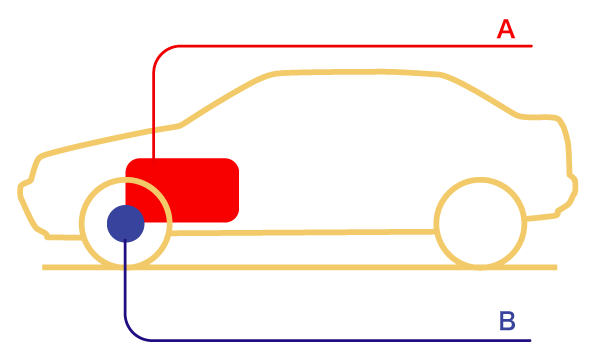
A: Motore anteriore centrale
B: Trazione

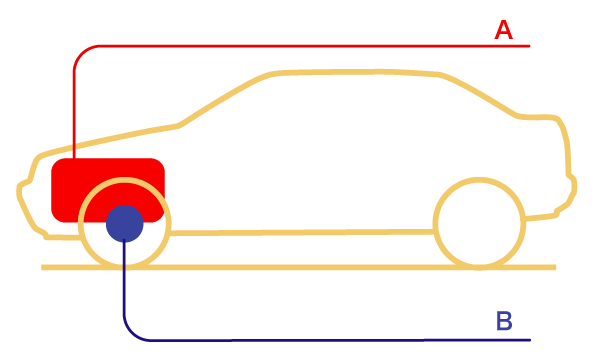
A: Motore
B: Trazione

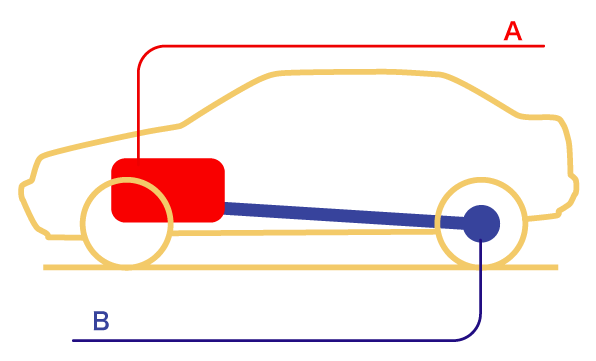
A: Motore anteriore centrale
B: Trazione

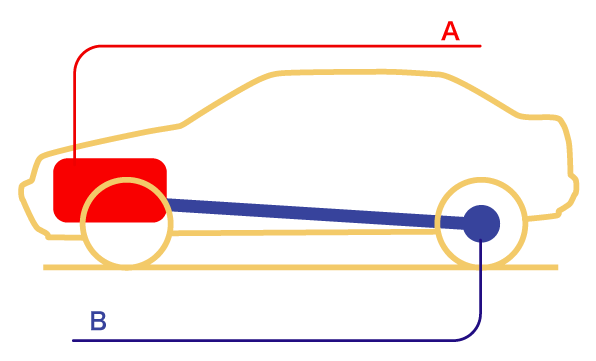
A: Motore
B: Trazione

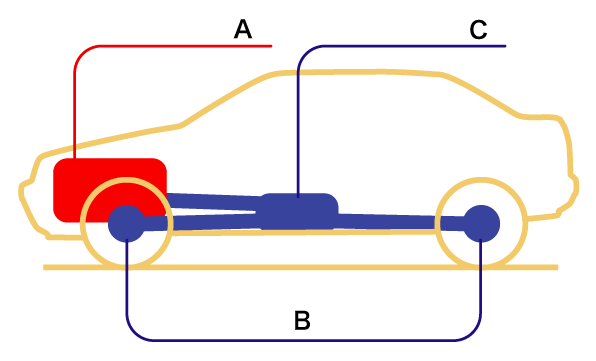
A: Motore
B: Trazione
C: Differenziale

Un'autovettura a motore anteriore è un'automobile sulla quale il motore è montato all'avantreno, nello spazio che intercorre tra l'abitacolo ed il paraurti. Il vantaggio di questa soluzione, impiegata sulle automobili stradali, è quello di concentrare i pesi sopra l'asse delle ruote anteriori, migliorando la trazione (in caso di trazione anteriore) su fondi a bassa aderenza.
Il motore, in posizione anteriore, può essere montato in senso longitudinale (soluzione più diffusa) o trasversale, analogamente al cambio, che può essere, a sua volta, longitudinale (e posto davanti o dietro al motore) o trasversale.

## Motore anteriore nella produzione di serie
Nella produzione di serie, salvo qualche eccezione, la configurazione a motore anteriore è sempre stata riservata ad automobili dalle caratteristiche cittadine o da viaggio. La sua diffusione, di conseguenza, coincide con quella della comparsa dell'automobile.

## Disposizione
Questa disposizione del motore si contraddistingue per:
- Posizione assoluta, la posizione assoluta del motore può essere:
  - Anteriore, il motore è posto tra l'asse delle ruote anteriori e il paraurti, in modo da conferire delle caratteristiche dinamiche simili alla motorizzazione posteriore
  - Anteriore centrale, il motore è posto tra l'asse delle ruote anteriori e l'abitacolo, in modo da conferire delle caratteristiche dinamiche simili alla motorizzazione centrale
- Trazione, la trazione in questo tipo di motori può essere:
  - Trazione anteriore
  - Trazione posteriore
  - Trazione integrale

## Motore anteriore sulle vetture da competizione
Alcune vetture da competizione a "ruote coperte", in particolare di mezzi derivati di serie, la disposizione del motore può essere del tipo anteriore, soprattutto per molti mezzi americani, anche se sempre più sta prendendo piede la disposizione centrale che conferisce doti migliori. 
Tra le vetture più famose di questa categoria si ricordano le Chevrolet Corvette Z06, le Dodge Viper, ma anche nella competizione delle 24 Ore di Le Mans con le Panoz LMP-1 e LMP07.
Nei rally attuali la quasi totalità delle vetture ha il motore anteriore, questo perché essendo derivate da modelli stradali prodotti in larga scala, ne riprendono buona parte delle caratteristiche tecniche come imposto dai regolamenti FIA.